# سنت-گرترود-مانویل، کبک
سنت-گرترود-مانویل (به فرانسوی: Sainte-Gertrude-Manneville) شهری در منطقه شهری ابیتیبی ناحیه ابیتیبی-تمیسکامانگ در استان کبک کانادا است. در سرشماری سال ۲۰۱۱ این شهر ۷۸۱ نفر جمعیت داشته‌است و مساحت آن ۳۲۹٫۸۴ کیلومتر مربع است.